# Gösta Seth
Bror Oskar Gösta Seth, född 7 december 1904 i Smålands Burseryd, Jönköpings län, död 5 december 1974 i Söderhamn, var en svensk officer i Armén och senare Flygvapnet. 

## Biografi
Efter att ha blivit fänrik vid Norrlands dragonregemente (K 4) i Umeå 1928 utbildades Seth vid Arméns rid- och körskola 1928–1929, vid Krigsflygskolan (F 5) i Ljungbyhed 1931–1932 och genomgick Flygkrigshögskolans (FKHS) stabskurs 1939–1940. Han blev major 1943 och var stabschef vid Första flygeskadern (E 1) i Stockholm 1944–1945. Han blev överstelöjtnant 1945 och var chef för Hälsinge flygflottilj (F 15) i Söderhamn 1945–1960. Han blev överste 1948 och var ställföreträdande eskaderchef för Fjärde flygeskadern (E 4) i Luleå 1960–1966.
Seth valdes i mars 1949 till ordförande i Söderhamns FBU-förening, vilken sedan andra världskrigets slut fört en tynande tillvaro. Under hans ledning fick föreningen en betydande nytändning och vid sin avgång i oktober 1951 hedrades han genom att väljas till hedersledamot och hedersordförande.
Seth var far till Torkel Seth (1943–1971), som var svensk mästare i fallskärmshopp och omkom i en hoppolycka.

## Utmärkelser
- Riddare av Svärdsorden, 1946.[5]
- Riddare av Vasaorden, 1949.[6]
- Kommendör av Svärdsorden, 11 november 1952.[7]
- Kommendör av första klass av Svärdsorden, 6 juni 1956.[8]